# Roßbergtunnel
Der Roßbergtunnel (in der Planungsphase teils auch Pfaffensteintunnel) ist ein 2.164 m langer Eisenbahntunnel der Schnellfahrstrecke Hannover–Würzburg in Würzburg.
Er unterquert bei einer Überdeckung von bis zu 80 m den Roßberg bei Würzburg und trägt daher seinen Namen. Darüber hinaus wird südlich des Roßbergs der Pfaffenberg unterquert. Die Röhre nimmt zwei Gleise auf einem Schotter-Oberbau auf, die planmäßig mit bis zu 160 km/h befahren werden.

## Verlauf
Das Nordwestportal des Tunnels liegt bei Streckenkilometer 322,6, das Südostportal bei Kilometer 324,8.
Die Trasse liegt im Bereich des Nordportals in einer Rechtskurve von 11.000 m Radius und geht anschließend in eine Gerade über. Die Gradiente steigt dabei von der angrenzenden Maintalbrücke kommend zunächst mit 12,5 Promille an und geht kurz danach in ein Gefälle von 12,5 Promille über.
Im Nordwesten schließt sich die Maintalbrücke Veitshöchheim an, im Südosten folgt nach einer kurzen Brücke der Steinbergtunnel.

## Geschichte

### Planung
In der Planungs- und Bauphase lag die Röhre in den Baukilometern 306 bis 308 der Strecke.
Ende 1977 lag die geplante Länge der Röhre bei 2142 m. Die Trasse sollte dabei Richtung Süden von einer Rechtskurve von 10.000 m Radius in eine Gerade übergehen. Auf eine Steigung von 12,5 Promille sollte dabei ein Gefälle von 9 Promille folgen.

### Bau
Für den Bau des Tunnels wurde zunächst ein Fensterstollen vorgetrieben, von dessen Ende der Vortrieb in beiden Richtungen erfolgte. Der Abraum wurde durch ein Förderband über den Fensterstollen transportiert, dort auf Lkw verladen und über Baustraßen zu einer Deponie transportiert.
Ende Oktober 1984 begannen an der Wilhelm-Wien-Straße die Bauarbeiten am Fensterstollen. Im März 1985 begann vom Ende des Fensterstollens der Vortrieb in südlicher und nördlicher Richtung. Der Anschlag wurde am 12. Juni 1985 gefeiert. Der Tunnel wurde in der Bauphase auch als Franziska-Tunnel bezeichnet.
Anfang Juni 1985 waren 270 m Richtung Norden und 230 m Richtung Süden vorgetrieben worden. Mit dem Durchschlag im Süden wurde dabei für Ende August 1985 gerechnet, mit dem Durchschlag im Norden Mitte 1986. Bis Ende August 1985 waren vom Ende des Fensterstollens 700 Tunnelmeter Richtung Main und 659 Richtung Dürrbachtal aufgefahren.
Der Bau des durchgehend über dem Grundwasserspiegel liegenden Tunnels galt als vergleichsweise einfach. Durchfahren wurde vor allen Dingen Mittlerer Muschelkalk. Der Großteil des Abraums wurde mit Baggern abgetragen, nur in einigen Fällen kam Sprengstoff zum Einsatz. Über ein Förderband im Fensterstollen wurden die Gesteinsmassen an die Oberfläche transportiert und dort auf Lkw verladen, die über nicht öffentliche Straßen das Material abtransportierten. Der Ausbruch wurde auf der Deponie am Ziegelhüttengraben in der Nähe der Neumann-Kaserne in Veitshöchheim abgelagert.
Der Tunnel wurde am 12. März 1986 feierlich durchgeschlagen.
Mit dem Bau beauftragt worden war die Arbeitsgemeinschaft Roßbergtunnel-/Steinbergtunnel von sechs Unternehmen unter der technischen Führungen der österreichischen Firma Monierbau.

### Betrieb
Der Tunnel wurde im Mai 1988 mit dem Südabschnitt der Strecke dem Verkehr übergeben.
Beim Versuch, eine Eisenkette auf die Oberleitung am Tunnel herunterzulassen, wurden im Juni 1999 zwei Jugendliche verletzt.
Am 23. Dezember 2014 blieb ein Zugteil eines ICEs auf dem Weg von Hamburg nach München aufgrund eines Personenschadens zweieinhalb Stunden im Tunnel stehen.

## Technik
Das Südportal nimmt die Einfahr-Vorsignale für den Hauptbahnhof Würzburg auf. Im nördlichen Bereich des Tunnels stehen die Vorsignale der Überleitstelle Neuberg. Darüber hinaus nimmt das Bauwerk vier Blockkennzeichen auf.